# Sabaria pulchricolor
Sabaria pulchricolor là một loài bướm đêm trong họ Geometridae.